# Domingo de Petrés
José Pascual Domingo Buix Lacasa o Domingo de Petrés (Petrés,  10 de junio de 1759-Bogotá, 1811) fue un fraile capuchino español que emigró en 1792 al Virreinato de Nueva Granada (actual Colombia), y fue el primer arquitecto de formación de Bogotá, donde trabajó entre la última década del siglo XVIII y la primera del siglo XIX. Diseñó y dirigió varias obras civiles y eclesiásticas en la Nueva Granada, en especial de  templos neoclásicos con barroco popular, como la catedral de Santa Fe de Antioquia en 1799 y de la Catedral Basílica Metropolitana de Bogotá y Primada de Colombia y la Catedral de la Santísima Trinidad, San Antonio de Padua y Nuestra Señora de la Asunción de Zipaquirá de estilo neoclásico, aunque murió poco antes de verla terminada.

## Su vida

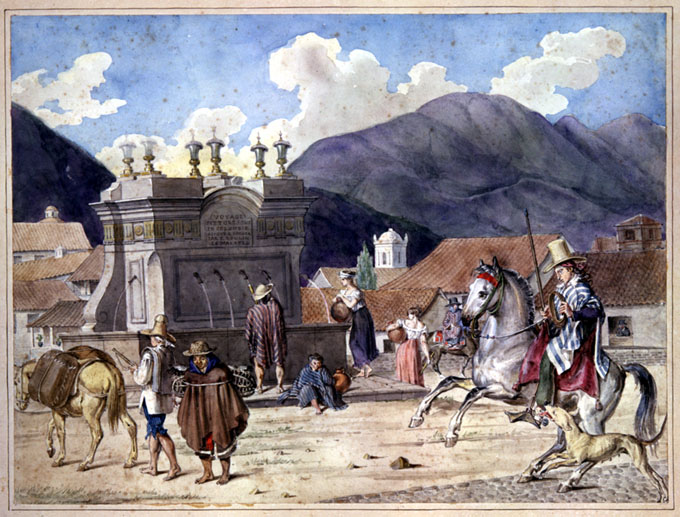
Pila de San Victorino que remataba el acueducto diseñado por Petrés a finales del.

Sus padres fueron Vicente Buix, albañil y Caterina Lacasa, ambos vecinos de Petrés. Sus abuelos paternos fueron Vicente Buix, labrador y Rosa Estors, mientras que los abuelos maternos eran Marcos Lacasa y Caterina Gomes, vecinos de Cascante, de la provincia de Teruel.

### Infancia y juventud
De niño, el que después sería Fray Domingo de Petrés acompañaba y ayudaba a su padre en el oficio de albañil, siguiendo una tradición muy antigua por la que los oficios y su aprendizaje iban pasando de padres a hijos de una manera casi automática. A los 18 años (es decir, en 1777) ingresó en el Convento de la Magdalena, en Masamagrell, de donde egresó tres años después como hermano lego luego de hacer su noviciado.
Entre marzo de 1780 y septiembre de 1781 estuvo destinado a los conventos de Alcira, Segorbe, Albaida, Caudete y Monóvar, desarrollando su oficio de albañil en tareas cada vez más complejas y de mayor responsabilidad. Para la Orden de los Franciscanos Menores su trabajo era muy importante ya que el deterioro acumulado a veces de varios siglos, los terremotos y otros problemas habían ocasionado una necesidad creciente de emprender las tareas de restauración y construcción de nuevas obras eclesiásticas, tanto entre las que eran propias de la Orden de los Capuchinos como de otras congregaciones. En Monóvar hizo amistad con fray Juan de Cartagena, quien le facilitó el Libro de Arquitectura de Fray Lorenzo de San Nicolás (hermano agustino, madrileño), obra que vino a constituir un excelente punto de apoyo en su formación que ya trascendía el oficio de albañil para entrar de lleno en el campo de la arquitectura.

### Murcia

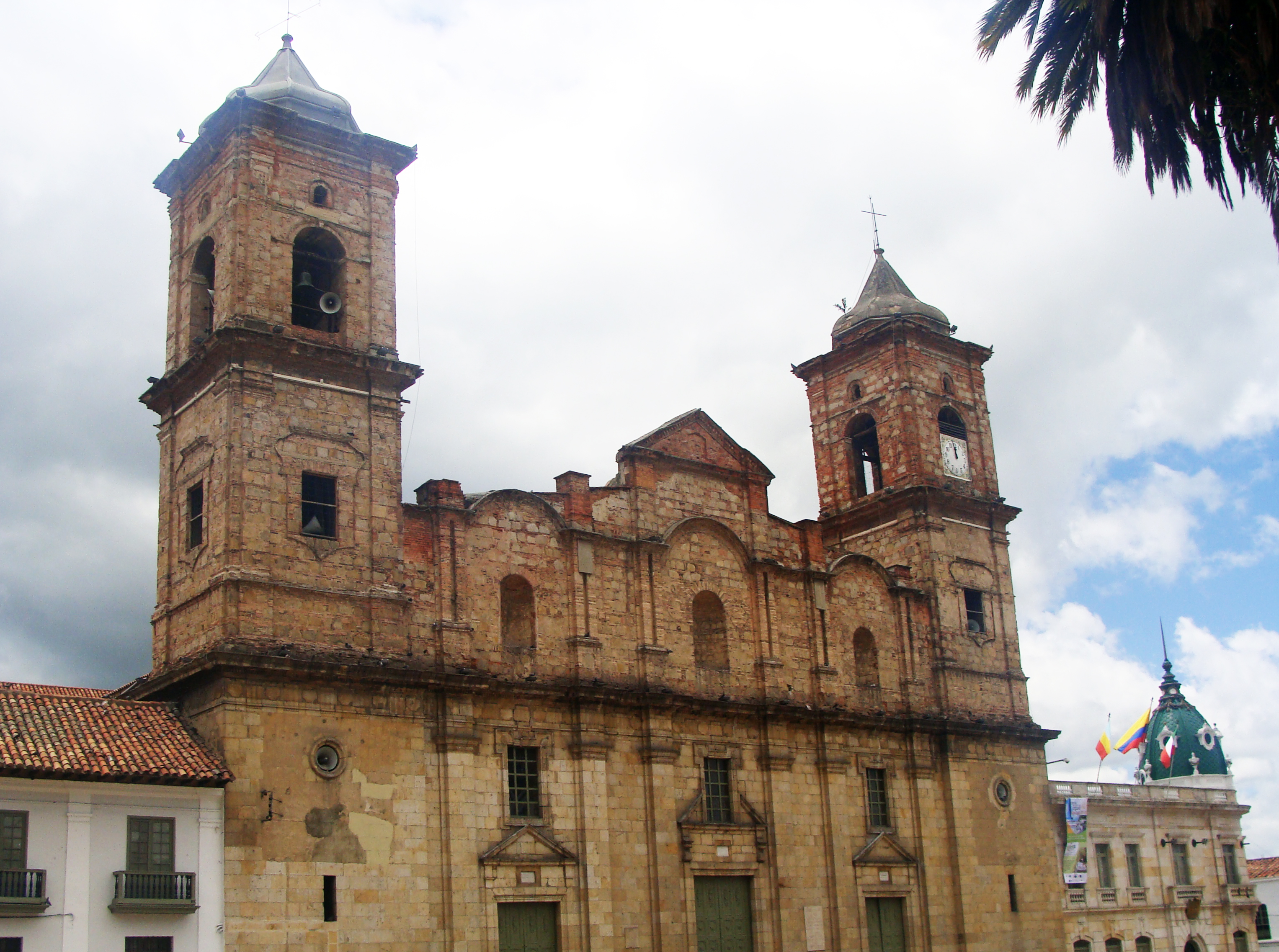
Parroquia de la Santísima Trinidad, San Antonio de Padua y Nuestra Señora de la Asunción - catedral de Zipaquirá.

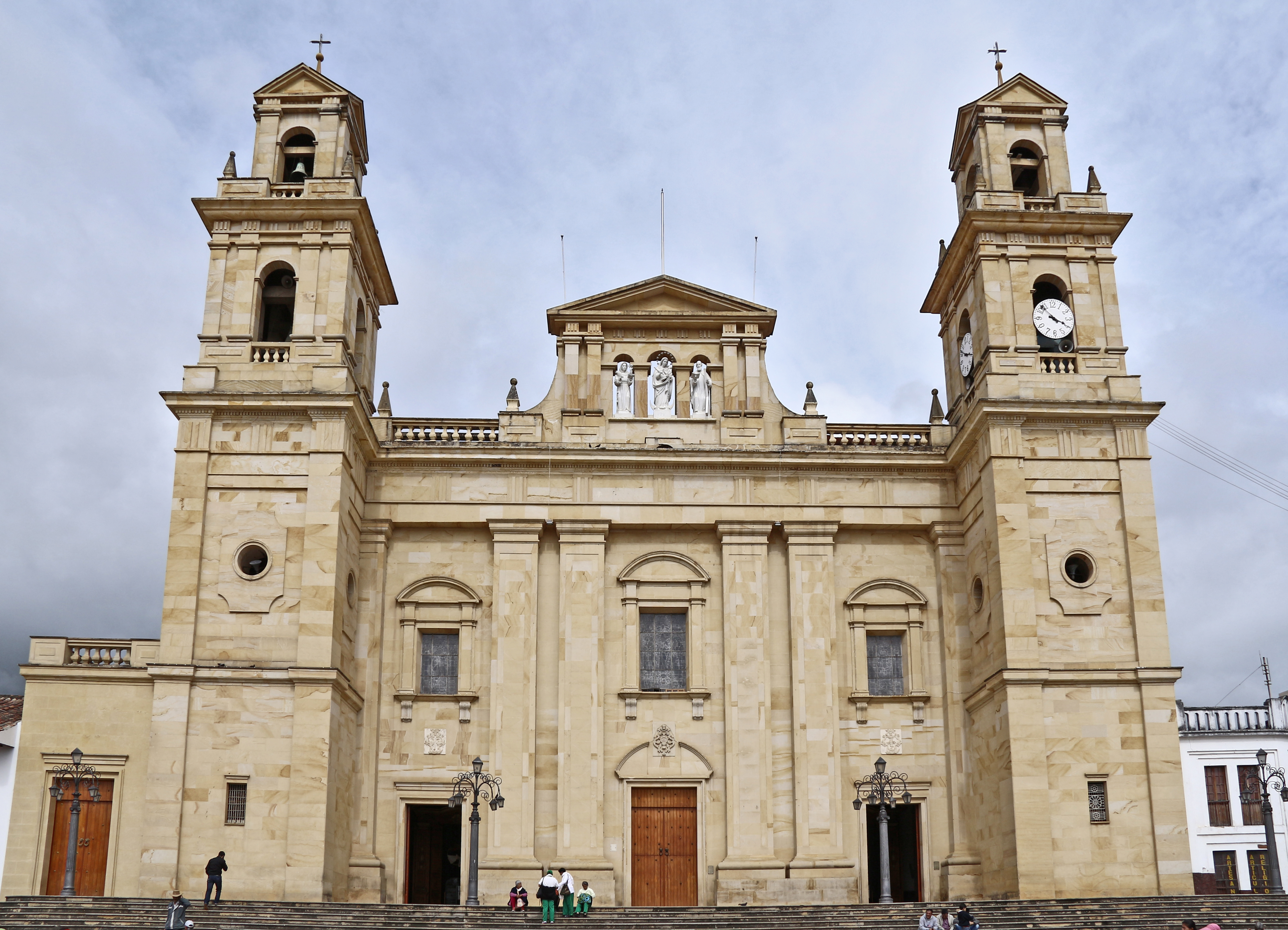
Basílica Santuario Mariano Nacional de Nuestra Señora del Rosario de Chiquinquirá.

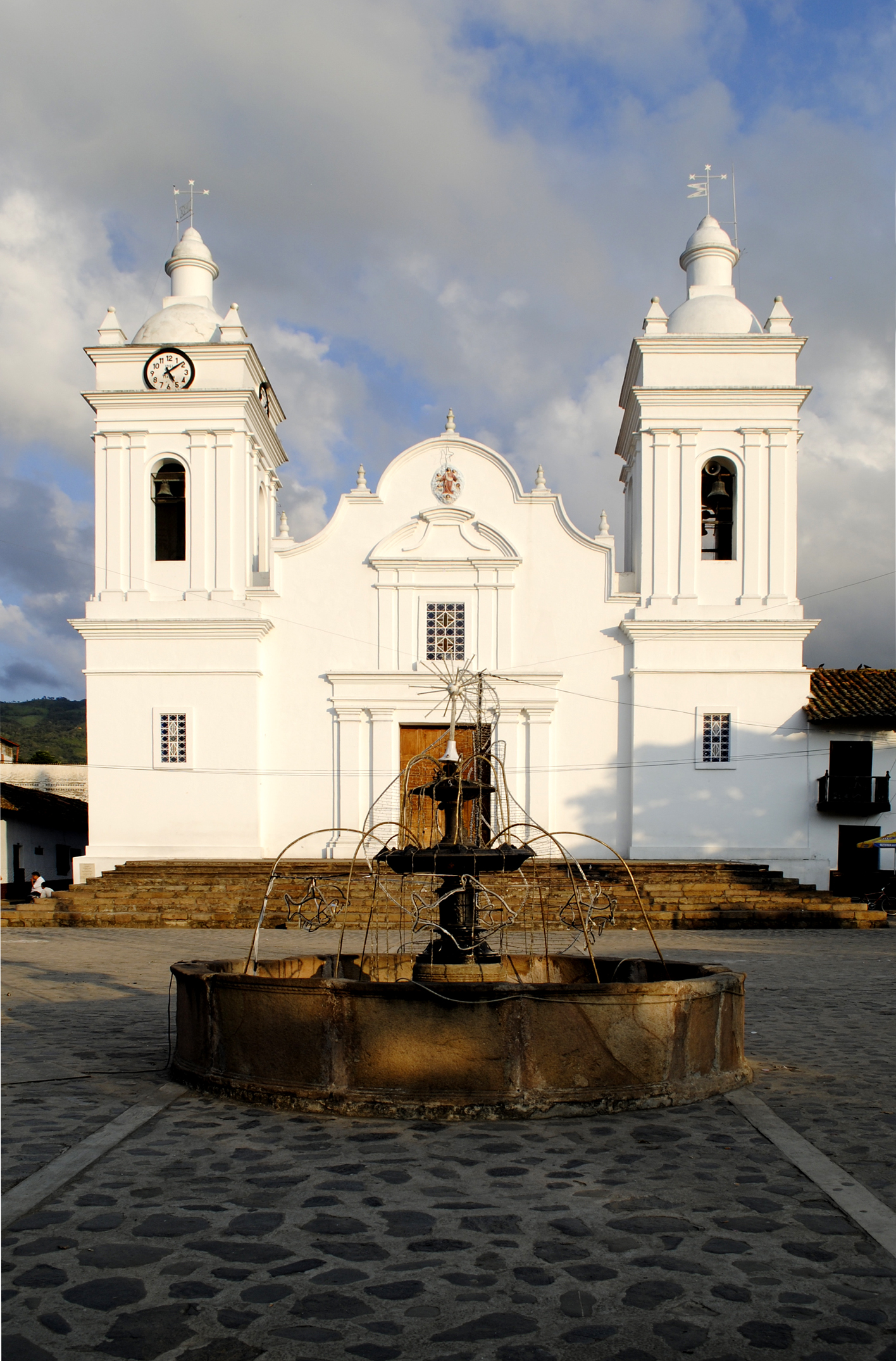
Concatedral San Miguel Arcángel de Guaduas - diócesis de La Dorada - Guaduas.

De Monóvar pasó a la ciudad de Murcia, hecho que constituyó la culminación de su formación en el campo de la arquitectura, ya que alternaba su trabajo práctico de siempre con una formación profesional de un nivel muy elevado en la Escuela de Diseño de dicha ciudad, cuyo primer director desde su creación en 1765 era el escultor Francisco Salzillo. Dicha Escuela de Diseño se transformó después en la Escuela de Bellas Artes de Murcia. El hecho de que una hermana de Salzillo fuese monja capuchina de clausura y de que Domingo de Petrés realizara algunos trabajos de restauración en su convento vino a facilitar el ingreso del capuchino valenciano en la Escuela de Diseño dirigida por Salzillo, como alumno regular y con la anuencia de las autoridades religiosas. De allí egresó después de unos años con el título de arquitecto. Su formación académica le permitió estudiar los distintos estilos arquitectónicos, desde el románico, gótico y renacentista hasta el barroco y neoclásico de la Edad Moderna. De todos estos estilos existían y existen muy buenos ejemplos en todo el Reino de Valencia, que Fray Domingo conocía bastante bien. 
De todos los estilos arquitéctónicos, Domingo de Petrés siempre se inclinó por el neoclásico, por considerarlo más sencillo y austero y más cónsono con las reglas estrictas de la orden a la que pertenecía. Ello no fue obstáculo para que en las labores de reconstrucción de muchos templos en los que intervino (sobre todo en la Nueva Granada), siempre tratara de respetar el estilo original, dentro de sus posibilidades, sobre todo en la restauración del interior, con el fin de aprovechar lo que allí se podía conservar.

### Su viaje a América

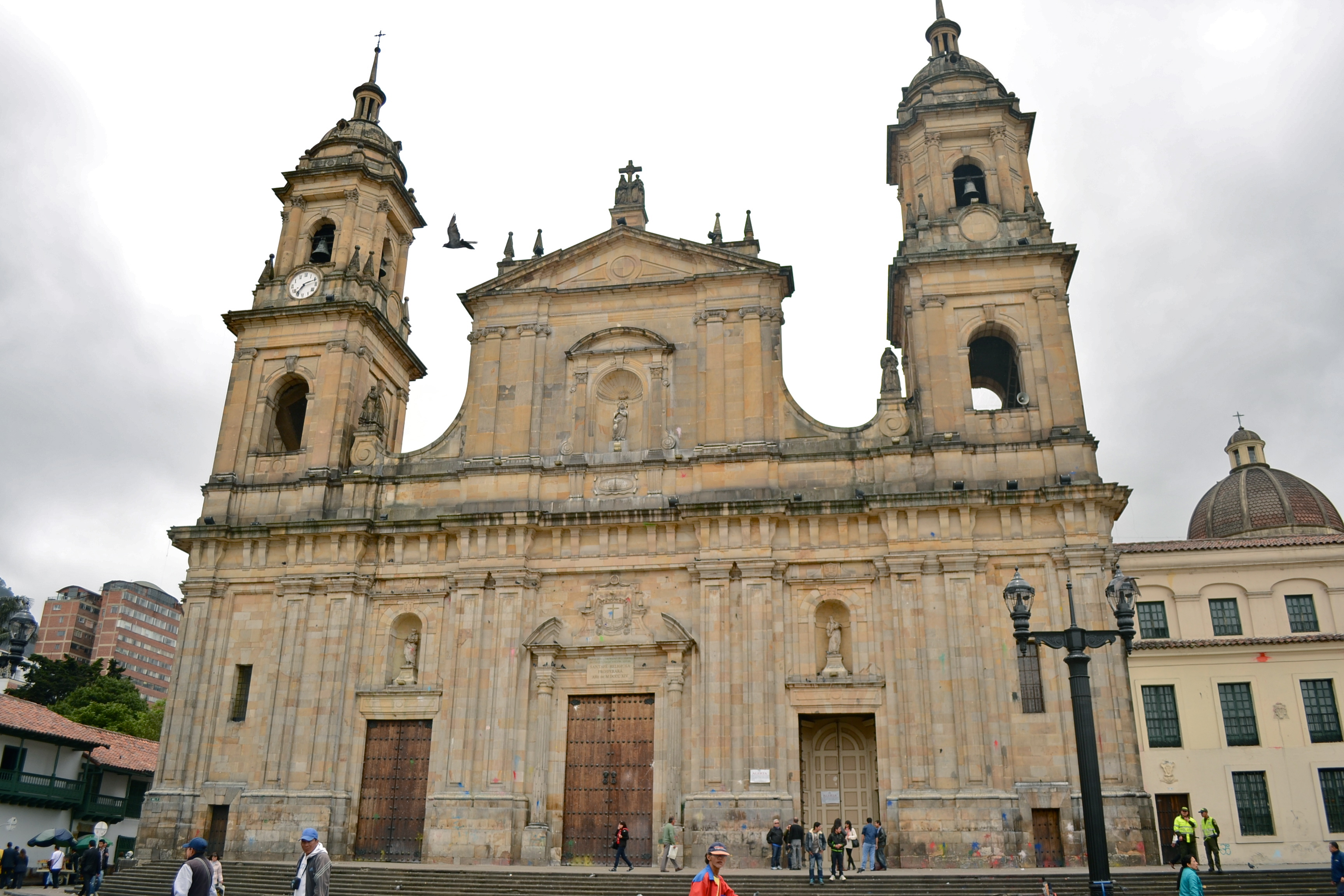
Catedral Basílica Metropolitana y Primada de la Inmaculada Concepción y San Pedro en Bogotá, obra de De Petrés.

En América, las modificaciones y tendencias a la modernización introducidas por el gobierno de Carlos III introdujeron una necesidad de nuevas técnicas arquitectónicas y de profesionales en todos los ámbitos de la cultura. Dentro de la actividad arquitectónica, el deterioro producido entre los monumentos y obras eclesiásticas americanas, requerían de nuevos esfuerzos y proyectos. En primer lugar, la expulsión de los jesuitas en 1767 trajo una consecuencia importante para los capuchinos valencianos, encargados de las misiones del norte y centro del país, ya que fueron también encargados por el gobierno virreinal de reemplazar a los jesuitas en sus tareas misionales. Por otro lado, los terremotos de 1775 dieron origen a un deterioro notable de muchas construcciones eclesiásticas del virreinato. Algunas obras necesitaban la ejecución de trabajos de restauración importantes y en algunas de ellas, la completa remoción y el levantamiento de obras nuevas.
Es por ello que desde hacía algún tiempo, las autoridades civiles y eclesiásticas del virreinato estaban solicitando personas que se encargaran de las tareas más urgentes. Entre los capuchinos, el provincial de la orden en la Nueva Granada, Antonio de Muro, había solicitado el envío desde España (y particularmente desde Valencia) de unos 20 padres y hermanos legos que se encargaran de dichas tareas. Al final se ofrecieron 14, entre los cuales se encontraba fray Domingo de Petrés, quien tuvo después una destacada actuación como arquitecto en gran parte de la actual Colombia.
El viaje, iniciado en el puerto de Alicante el 7 de enero de 1792, tuvo unos inicios muy accidentados, ya que tuvieron que desistir en dos ocasiones de emprenderlo: la primera, antes de cruzar el estrecho de Gibraltar por una tempestad, por lo que la polacra en la que viajaban tuvo que regresar y fondear en el puerto de Málaga. La segunda, después de atravesar el estrecho y llegar a Cádiz, de donde salieron, tuvieron que regresar a este puerto también por otra tempestad. Habían organizado este viaje a fines de 1791. Por fin se embarcó en Cádiz el 13 de marzo de 1792 y llegó el 25 de abril a Cartagena de Indias junto a los padres capuchinos Andrés de Aras, presidente, Mariano de Confrides, Félix de Guadasuar, Salvador de Alcoy, Antonio de Callosa, Lorenzo de Cocentaina, Antonio de Benafer, Pedro de Mallorca, Josep de Canet y Ambrosio de Callosa y los hermanos legos Antonio de Sax, Antonio de Villalpando y Domingo de Masamagrell.

## Su obra en la Nueva Granada
De Petrés pasó al poco tiempo hacia la capital del Virreinato (Santafé de Bogotá) donde llegó el 1 de agosto de 1792 y casi inmediatamente se puso a trabajar en la restauración y construcción de obras arquitectónicas, tanto civiles como eclesiásticas.

### La Capuchina

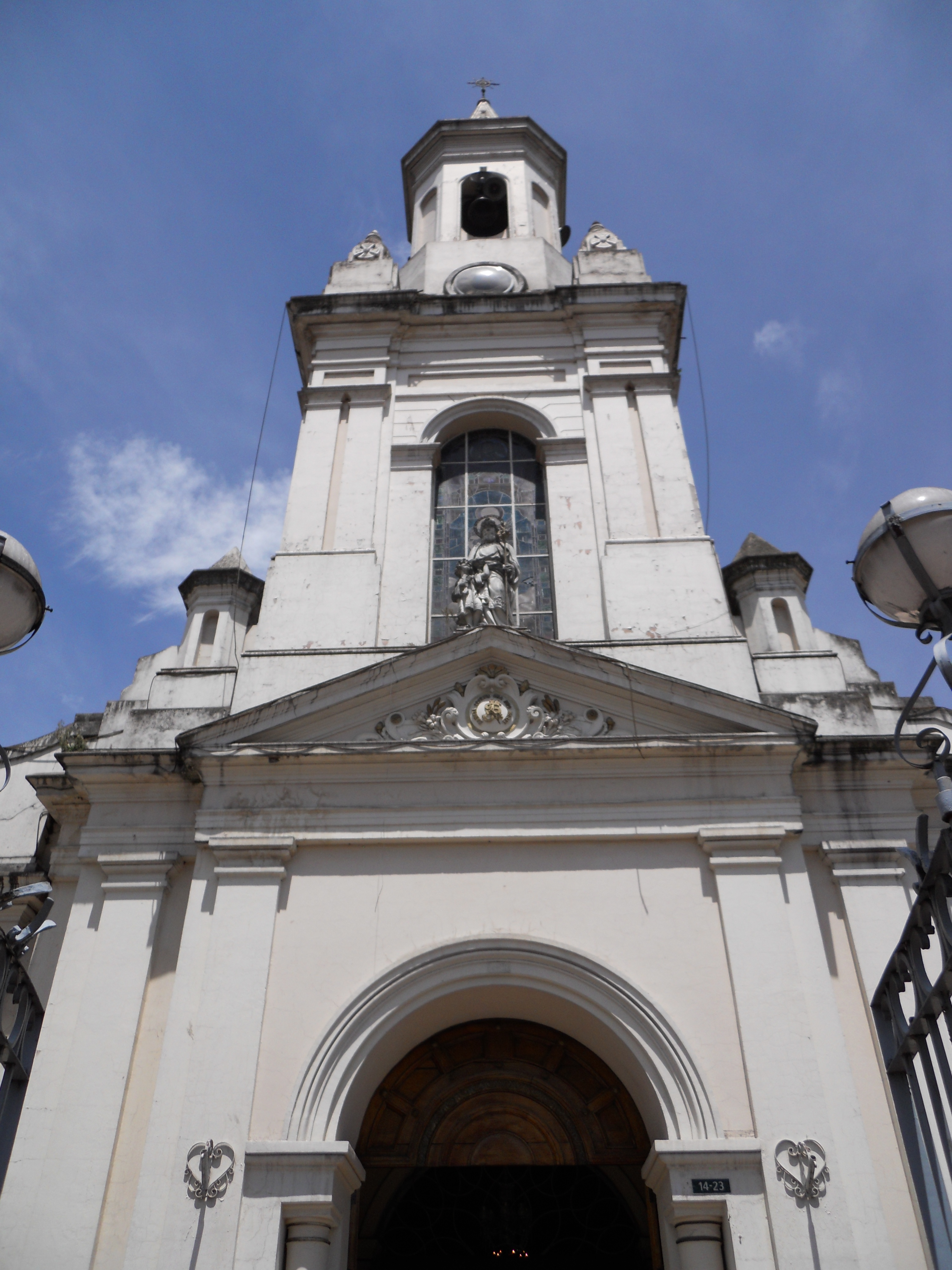
Iglesia de La Capuchina en Bogotá.

La iglesia y convento de San José, residencia de los frailes capuchinos en Bogotá, era conocida familiarmente como La Capuchina. Se hallaba en el barrio de San Victorino, algo retirada del casco central de la ciudad en aquellos tiempos. A su reconstrucción y remodelación se dedicó De Petrés tan pronto llegó a Santafé de Bogotá y en esta tarea permaneció varios años. 
Los primeros obstáculos que encontró se derivaban de la pobreza de la orden y de la población en general que se traducían, casi siempre, en una escasez de recursos que limitaban su trabajo. La iglesia se construyó en el estilo herreriano más puro, con una espadaña en su fachada sur, que fue después destruida a principios del siglo XX para dar paso a una restauración y ampliación hecha por Arturo Jaramillo. 
La Capuchina fue la primera obra de De Petrés y una de las que ya no existe en su forma original.

### Acueducto y fuente en la plaza de San Victorino
El barrio de San Victorino, donde estaban ubicados el convento e iglesia de San José (La Capuchina), carecía de agua, a pesar de que las solicitudes por parte de sus habitantes habían sido muy frecuentes desde hacía bastante tiempo. Como la toma de agua más próxima se encontraba a un km de distancia, hacía falta construir un canal o acueducto para que suministrara agua a una fuente que se iba a construir. 
De Petrés realizó los estudios de la obra y la inició en el propio año de 1792, recién llegado a Bogotá. Sin embargo, la suscripción popular para su construcción era sumamente escasa, por lo que las obras fueron progresando muy lentamente en sus momentos iniciales. El comisionado para hacer la suscripción, en vista de que los donativos no alcanzaban ni siquiera para las primeras obras, acudió con una solicitud al canónigo Andrade quien inmediatamente firmó de su puño y letra: "Lo que sea necesario para construir la fuente desde el río Arzobispo". 
Se hizo el acueducto, se construyó la pila y fuente en estilo neoclásico y se construyó una derivación hasta el propio convento de los capuchinos, con la aprobación de las autoridades, obras finalizadas en 1798.

### Iglesia y convento de Santo Domingo
La orden de Santo Domingo fue la primera en llegar a lo que sería la capital del virreinato de la Nueva Granada, por lo que a mediados del siglo XVI ya tenía un convento y levantaron un espacioso templo. Al poco tiempo sufrió un incendio que dejó a la iglesia y al convento en muy mal estado. Sin embargo, se fueron reparando con el tiempo hasta que el terremoto del 12 de julio de 1785 los destruyó prácticamente por completo, quedando entre los edificios eclesiásticos más dañados por dicho terremoto. 
Los dominicos fueron recogiendo aportes para su restauración y las autoridades le pidieron al señor Manuel Lozano, que hiciera una evaluación de los daños para dicha restauración (150.000 pesos oro, que era una cantidad considerable) pero no había nadie que se hiciera cargo del trabajo hasta que llegó De Petrés, quien comenzó a dirigir las obras. Pero se presentaron inconvenientes con el financiamiento y algunos malentendidos entre las dos congregaciones de capuchinos y dominicos, acarreando un retraso en la culminación de las mismas. Aunque prestó inicialmente su colaboración en la obra con la autorización del superior de la orden en Bogotá, no fue sino hasta 1797 cuando el superior de la orden en la provincia de Valencia, del cual dependían los capuchinos de la Nueva Granada, les ratificó esta autorización. 
Ya en 1799 estaba casi toda la obra de la iglesia, salvo el techo y otras obras y a la muerte de De Petrés en 1811, sólo faltaba por terminar algunos detalles en la torre y los adornos de la fachada de lo que fue la iglesia de Santo Domingo sobre la actual carrera Séptima entre calles Doce y Trece.

### Basílica de Nuestra Señora de la Chiquinquirá
Esta obra, realizada fuera de la capital virreinal (Chiquinquirá queda a 134 km de Bogotá) sirvió para continuar, y aún acentuar, esa especie de disputa entre las dos congregaciones (dominicos y capuchinos) debido al celo por las obras confiadas a De Petrés. En esta misma basílica se origina leyenda de la virgen de Chiquinquirá (véase más con la reina Isabel)Al parecer, fue la intransigencia del jefe provincial de los capuchinos valencianos en Bogotá, fray Andrés de Aras, quien no quería que el arquitecto capuchino se encargara de la construcción de obras para otras congregaciones, sobre todo, comprometiéndose como lo había hecho con los dominicos para ir a supervisar la Basílica de Chiquinquirá:

Fray Domingo, conforme se había convenido, viajaba a mediados de diciembre a Chiquinquirá; permanecía varias semanas allí; adelantaba las obras que pronto empezaron a tomar forma, dejaba instrucciones concretas a los albañiles y luego regresaba puntualmente a la capital a mediados de enero

### Otras obras

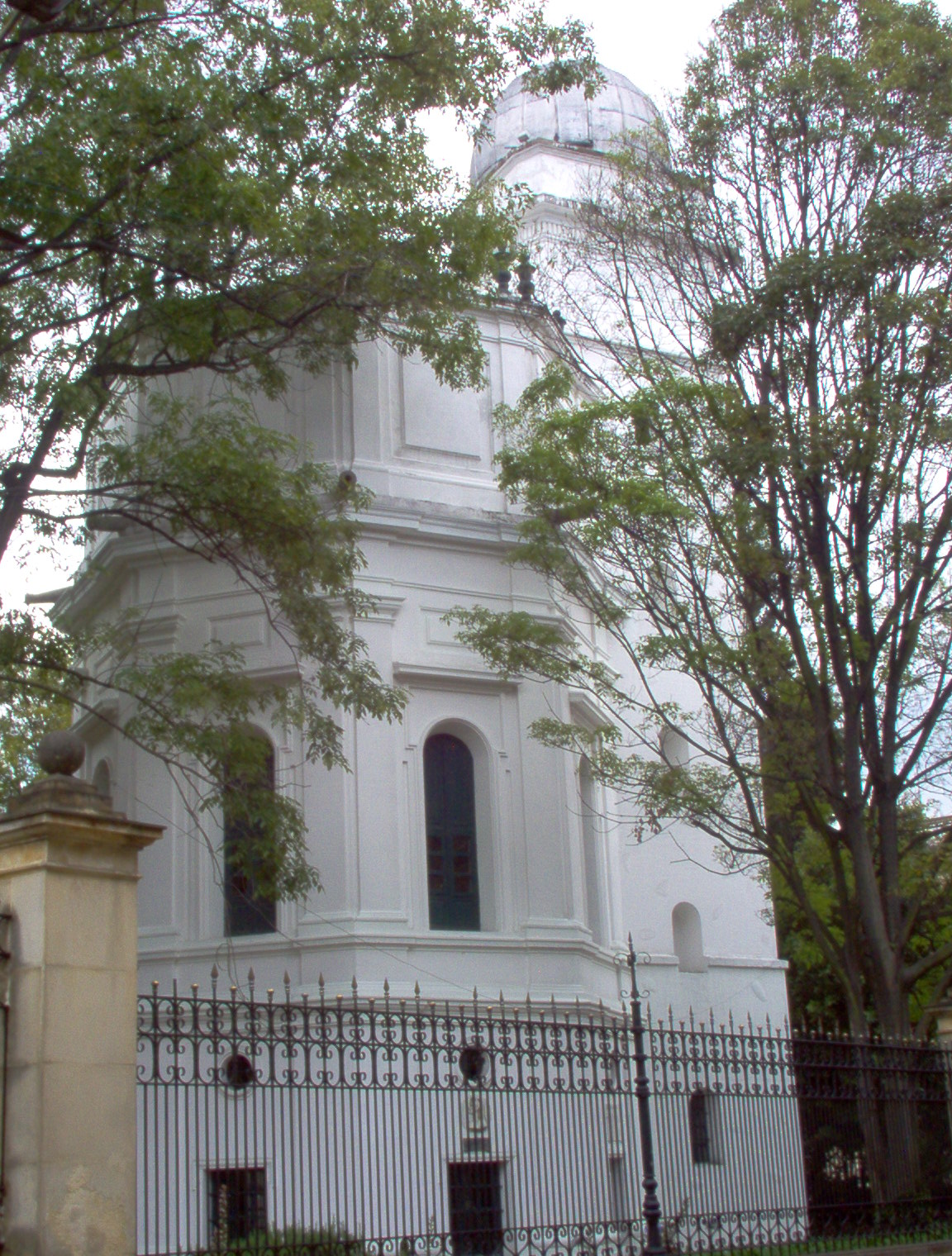
Antigua sede del Observatorio Astronómico, contigua al Palacio de Nariño en Bogotá.

Otras obras relevantes, o intervenciones significativas, de De Petrés son o se dieron en el Observatorio Astronómico Nacional de Colombia, la Catedral de la Santísima Trinidad, San Antonio de Padua y Nuestra Señora de la Asunción de Zipaquirá, el Hospital San Juan de Dios y la iglesia del mismo nombre, la iglesia de Guaduas, el puente del Topo, el puente de la Serrezuela, el templo de San Diego (Padres Franciscanos Observantes), la iglesia de San Francisco, la iglesia de Santa Inés, la Real Casa de la Moneda y el colegio de San Agustín.